# Felip d'Alençon
Felip d'Alençon (en francès Philippe d'Alençon) nascut a la regió francesa de Brie el 1338/1339 i mort a Roma el 16 d'agost de 1397 va ser un arquebisbe i cardenal francès que també va ser canonge a la Seu de Tarragona i Cambrer de la vila de Reus. El càrrec de Cambrer de Reus comportava el domini senyorial d'un terç de la vila, la residència al Castell del Cambrer i la totalitat de la senyoria i els delmes pel que fa al terme parroquial, i estava reservat al canonge cambrer de la catedral de Tarragona.
Felip d'Alençon, de vegades Felip II d'Alençon, era el segon fill de Carles II el Magnànim, comte d'Alençon, i nebot del rei de França Felip VI. Era germà de Carles III d'Alençon, arquebisbe de Lió i de Pere II d'Alençon, comte d'Alençon. Un altre germà seu era Lluís d'Évreux, comte d'Étampes.
Felip va ser nomenat canonge a la Catedral de Chartres el 1351, arxidiaca de Brie, a la diòcesi de Meaux el 1356. Aquell mateix any va ser nomenat bisbe de Beauvais i tres anys més tard, el 1359, va passar a ser arquebisbe de Rouen. El delfí el va nomenar lloctinent general de Normandia quan va arribar a aquella ciutat. Per unes disputes entre Eduard d'Attainville, batlle de Rouen i fil il·legítim del rei Carles V de França, i el mateix rei, va prendre partit pel primer, va ser condemnat davant del parlament, li van requisar tots els béns personals i es va haver de refugiar a la cort pontifical. Perdonat el 1375 pel rei, va haver de deixar l'arquebisbat de Rouen i va ser nomenat Patriarca Llatí de Jerusalem i administrador d'Aush, però tot i les peticions del rei, el papa Gregori XI no li va concedir la púrpura cardenalícia. Quan va arribar el gran Cisma d'Occident el rei de França es va alinear amb el papa d'Avinyó, i Felip d'Alençon, es diu que per rancúnia contra el rei, es va passar al bàndol romà. I així, el 1378 va defensar l'elecció d'Urbà VI com a nou papa, i aquest, que en aquells moments no era acceptat per cap cardenal, el va nomenar cardenal prevere de títol de Santa Maria in Trastevere. Uns anys més tard va ser nomenat bisbe de Sabina. Del 1381 al 1387, quan va renunciar, va ser Patriarca d'Aquilea. I després de 1389, bisbe d'Òstia. Al morir el 1397 va ser enterrat a l'església de santa Maria in Trastevere.
Pel que fa a la canongia de la catedral de Tarragona, està documentat que n'era membre, però sembla que mai va arribar a prendre possessió de la dignitat, donat que Felip d'Alençon, tot i ésser francès es va decantar per l'obediència del papa de Roma davant del Cisma i Pere el Cerimoniós, llavors rei d'Aragó, es va mantenir "indiferent" respecte als papes de Roma i d'Avinyó fins a la seva mort el 1387, i el seu successor, Joan I, es va posar sota obediència avinyonesa, Felip d'Alençon no podia ser Cambrer efectiu per la "indiferència del rei Pere i pels interessos d'aquest rei sobre el Camp de Tarragona, i després sota Joan I tampoc, perquè el nomenament legítim havia de venir d'Avinyó i no pas de Roma, tal com de fet es va impedir, ja que el nou cambrer efectiu, Pere de Luna, va prendre possessió de la Cambreria de Reus pocs dies després del reconeixement del rei Joan al Papat d'Avinyó.